# 도이치 (어원)
도이치(deutsch)라는 개념은 고대고지독일어의 „diutisc“(서프랑크어의 „Þeodisk“)에서 파생되었으며 원의로 „종족에 속하다“(게르만어의 Þeudā, 고대고지독일어의 diot[a], 민족)는 의미였다. 이 단어로 게르만어를 사용하는 모든 종족들의 언어를 게르만의 여러 종족의 거주지역 내에 있었던 로마에 동화된 이웃민족의 walhaz어, 프랑스어, 이탈리아어, 그리고 기독교 성직자들의 라틴어와 구분짓기 위하여 명칭하였다.

## 어학적, 역사적 유래
지금까지 연구된 "deutsch"의 인도유럽조어 어근은 "teuta"로서 "민족, 사람들"의 의미였다. 이 주장은 켈트어의 "Túatha Dé Danann"이라는 개념에 의해 뒷받침된다.
최초의 문증은 4세기의 문서부분으로서 기독교로 전향한 울필라스(갈2:14)의 성경의 고트어 번역서의 한 구절이다. 그가 번역으로 사용한 고대 그리스어의 원문에서 "유대인의"이라는 개념에 상반되는 개념 "ἐθνικός, 이교민족에 속하는"을 찾았다. 울필라스는 이 단어를 "þiudisko"라는 고트어 단어로 번역했다. 이 개념으로써 앞으로 기독교로 전향해야 할 비유태인 민족들이 포괄되었다. 울필라스는 덧붙여 그의 고트인 동족들이 이해하며 자신과 동일시할 수 있는 "þiudisko, (자신의) 민족에 속하는 자"라는 개념을 사용했다고 기록했다.
게르만족의 개별적인 언어와 방언들이 고유한 명칭을 가졌던 반면 – 프랑크어, 고트어 등-,     "diutisc"라는 고대고지독일어 단어는 이 모든 언어의 집합개념으로 확립되었다. 그 이유는 게르만어들과 다른 언어들 사이에 공통적인 차별성이 보였기 때문이다.

## 다른 언어에서의 독일에 대한 명칭
다른 언어에서 독일민족이나 독일어에 대한 명칭은 고대고지독일어의 "diutisc" 이외에 여러 다른 기본적 단어로부터 파생되었다. 일차적으로는 게르만의 여러 민족을 지칭하는 "german"이라는 라틴어 어근(영어, 그리스어, 인도네시아어의 경우), 그리고 알레마니족의 명칭(프랑스어, 에스파냐어, 아라비아어의 경우)가 있다. 이외에 "nemet" 또는 "niemc"이라는 슬라브어의 어근이 있다. 멀리에는 색슨족(핀랜드어와 에스토니아어의 경우) 그리고 바이에른족(소르브어의 경우)을 가리키는 말에서 파생한 명칭들도 있다.

## 같이 보기
- 독일